# Unió Esportiva Engordany
La Unió Esportiva Engordany és un club de futbol andorrà de la ciutat d'Escaldes-Engordany.

## Història
El club va ser fundat en 1980, però la seva inscripció va fer-se el 28 de gener de 1981 per Manuel Puerta Martín, Manuel Varela Valés i Josep Rodríguez Sànchez. L'any 2001 es va afiliar a la Federació Andorrana de Futbol i va començar a competir a la segona divisió. L'any 2003 va pujar a primera divisió guanyant la segona divisió, descendint l'any següent. La temporada 2013-14 va tornar a guanyar la segona divisió andorrana.
L'èxit esportiu més important fins ara és la final de la Copa Constitució de l'any 2016. Després de guanyar les fases d'eliminació davant rivals més forts com l'FC Lusitans i la Unió Esportiva Sant Julià, finalment l'equip va perdre la final contra la Unió Esportiva Santa Coloma.
L'any 2017 el club va tenir un nou projecte amb canvis en tota l'organització. Una de les seves cares noves va ser Christian Cellay, jugador argentí de trajectòria i que va arribar-hi Andorra aquest any.
La Unió Esportiva Engordany va tenir un equip de bàsquet que va assolir diferents títols durant la seva història.

## Palmarès

### Futbol
- Segona Divisió:
  - 2002-03, 2013-14

### Basquetbol
- Lliga Andorrana de Bàsquet:
  - 2010-11, 2011-12, 2013-14, 2014-15
- Copa LAB:
  - 2012